# Бур Фидел
Бур Фидел (фр. Bourg-Fidèle) насеље је и општина у североисточној Француској у региону Шампањ-Арден, у департману Ардени која припада префектури Шарлвил Мезјер.
По подацима из 2011. године у општини је живело 860 становника, а густина насељености је износила 58,15 становника/km². Општина се простире на површини од 14,79 km². Налази се на средњој надморској висини од 375 метара.

## Демографија
| 1962. | 1968. | 1975. | 1982. | 1990. | 1999. | 2011. |
| ----- | ----- | ----- | ----- | ----- | ----- | ----- |
| 762   | 778   | 663   | 700   | 732   | 771   | 860   |

График промене броја становника у току последњих година